# Salem, 1692

Salem, 1692 est le deuxième album du groupe Insurrection. La musique est composée, arrangée et dirigée par John Zorn. Le titre des pièces et l'iconographie de la pochette font référence à un épisode de l'histoire coloniale des Etats-Unis, les sorcières de Salem.

## Titres
| No  | Titre                                                | Durée |
| --- | ---------------------------------------------------- | ----- |
| 1.  | The Devil Bid Me Serve Him                           | 3:34  |
| 2.  | Spectral Evidence                                    | 4:05  |
| 3.  | Tituba                                               | 5:31  |
| 4.  | Witness To An Invisible World                        | 3:28  |
| 5.  | Spell Bound                                          | 6:38  |
| 6.  | Malleus Maleficarum                                  | 2:32  |
| 7.  | Dark Of The Moon                                     | 4:40  |
| 8.  | Under An Evil Hand                                   | 3:44  |
| 9.  | Sarah Good                                           | 4:42  |
| 10. | I Will Not Write In Your Book Though You Do Kill Me! | 4:55  |

## Personnel
- Julian Lage - guitare
- Matt Hollenberg - guitare
- Trevor Dunn - basse
- Kenny Grohowski - batterie